# 秋葉城 (遠江国)
秋葉城（あきばじょう）は、静岡県浜松市にあった日本の城（山城）。

## 概要
現在は秋葉山本宮秋葉神社になっており遺構は残っていない。

## 歴史
南北朝時代、天野氏が南朝方の押さえとして秋葉山に築城した。

## 所在地
静岡県浜松市天竜区春野町領家